# 抗ストレプトリジンO抗体

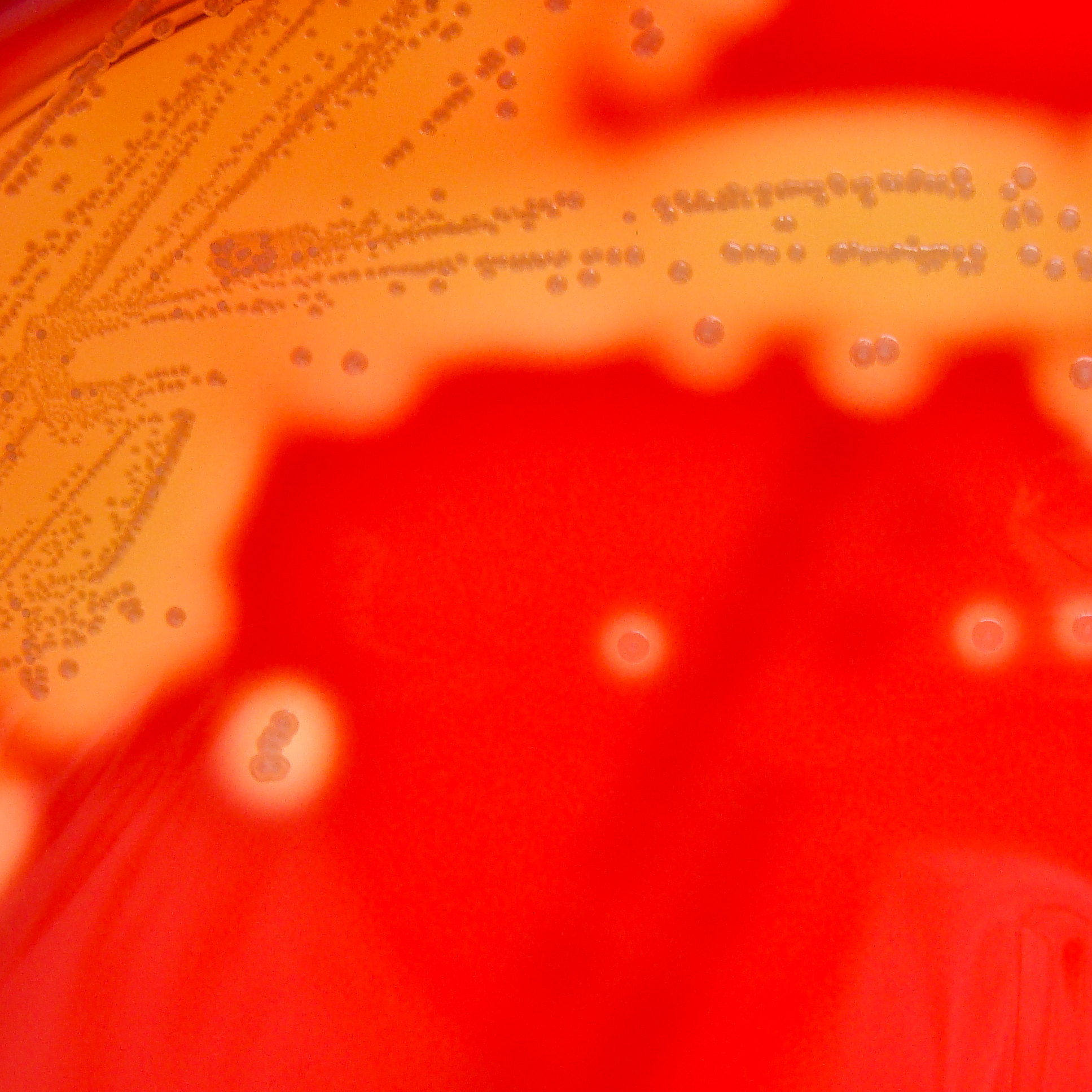
血液寒天培地上の化膿レンサ球菌（GAS）のコロニー（集落）周辺では溶血のため培地が透明化している

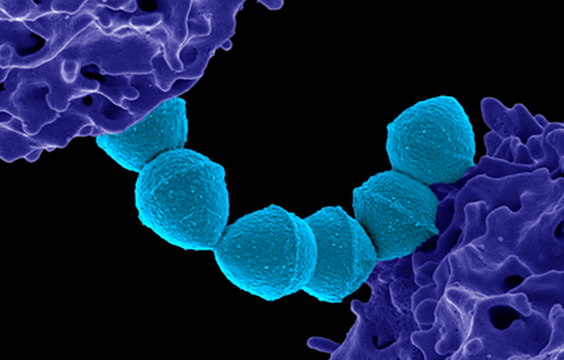
化膿レンサ球菌（青、紫はヒト好中球）

化膿レンサ球菌（GAS）による咽頭炎：典型的な扁桃の滲出物付着がみられる

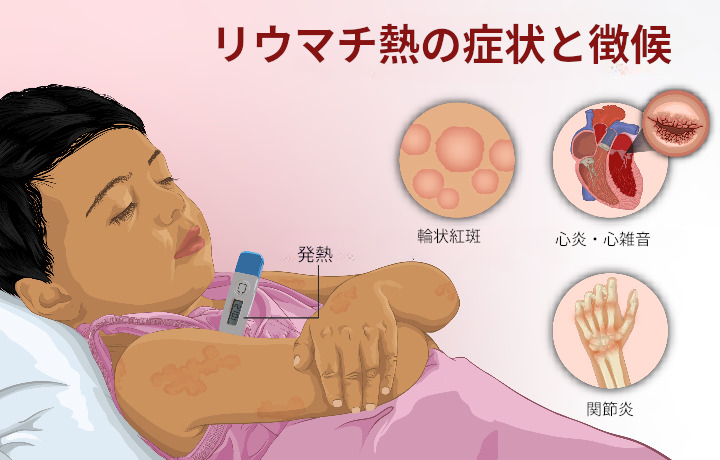
リウマチ熱の症状と徴候

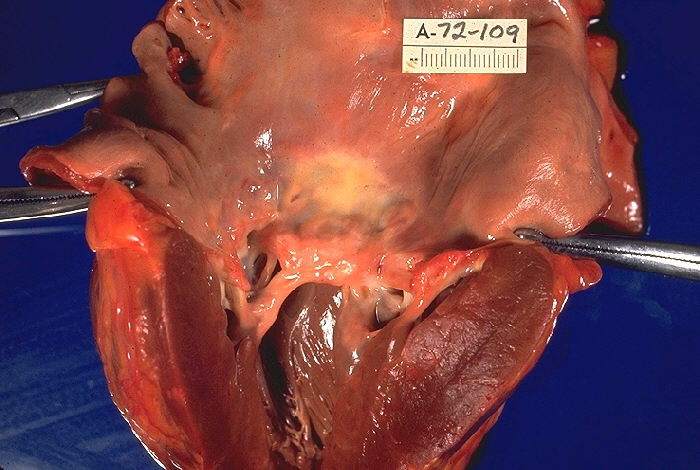
リウマチ性心疾患：僧帽弁や腱索の肥厚、左心室の肥厚がみられる

抗ストレプトリジンO抗体（こうストレプトリジンオーこうたい、英語: anti-streptolysin O antibody, ASO, ASLO ）とは、化膿レンサ球菌（A群β溶血性レンサ球菌、GAS）が産生する溶血毒素ストレプトリジンO に対して産生される抗体である。GASは、咽頭や皮膚などの感染症を起こすほかに、感染後の続発症としてリウマチ熱や急性糸球体腎炎などを起こすことがある。
ASOは、GAS感染の続発症を疑った際に、その前提となる最近のGAS感染の証拠を得る目的で検査する。

## 検査の意義
抗ストレプトリジンO抗体（ASO）の存在は、化膿レンサ球菌（GAS）による感染症に罹患したことがあることを意味する。
ASOを検査する意義は、GASの急性感染症（主に咽頭・扁桃炎）の続発症であるリウマチ熱などが疑われたときに、最近、GAS感染症があったという証拠を得ることにある。

### 化膿レンサ球菌（GAS）
化膿レンサ球菌（学名：Streptococcus pyogenes、ストレプトコッカス・ピオゲネス）は、
グラム陽性の連鎖状の球菌で、ランスフィールド分類のA群抗原をもち、β溶血性連鎖球菌(溶連菌)の代表的な菌種である。
A群溶連菌の主要な菌種は化膿レンサ球菌であるので、化膿レンサ球菌は一般にGAS（Group A Streptococcus）、A群溶連菌、などとよばれることが多い。

#### GASによる急性感染症
GASは咽頭炎・扁桃炎などの上気道感染の原因となり、咽頭・扁桃炎の起炎菌のうち小児では15-30 %、成人では5-10 %がGASによる。
その他、小児伝染性膿痂疹（とびひ）、蜂窩織炎、丹毒などの皮膚化膿性疾患、
骨髄炎、敗血症、産褥熱、壊死性筋膜炎、劇症型溶血性連鎖球菌感染症、などの深部感染症、
菌体外毒素による猩紅熱、レンサ球菌性毒素性ショック症候群、など、多彩な病態を引き起す。

#### GASによる続発症
GAS感染は、治癒後に免疫学的機序による続発症が発症することがあるのが特徴である。
リウマチ熱
リウマチ熱はGASによる咽頭扁桃炎の2-3週後（平均19日）に発症する炎症性の続発症である。学童期に多い。発熱、多関節痛、心症状（心拡大、心雑音など）、ときに中枢神経系症状（舞踏病）や皮膚症状（皮下結節、輪状紅斑）を伴う。
診断には改訂ジョーンズ診断基準が用いられる。
発症の機序は解明されていないが、GASに対する抗体が心臓、関節、中枢神経系など人体の抗原と交差反応するため（免疫学的分子擬態とよぶ）とされる。
リウマチ熱の症候のうちで重篤な後遺症や死亡をきたしうるのはリウマチ性心炎で、僧帽弁や大動脈弁の炎症が弁の逆流や狭窄をきたしてリウマチ性心疾患を生じ、心不全、心房細動、塞栓症、などの重篤な病態をきたす。
リウマチ熱はGAS感染症により再発することがよくあるので、再発予防のための抗菌剤投与が行われる。
近年は、リウマチ熱は発展途上国の小児にはみられるが日本ではまれな疾患となっている。
急性糸球体腎炎
急性糸球体腎炎は、GASによる咽頭扁桃炎の1-3週後（平均10日）、または、GASによる膿痂疹の3-6週後（平均3週）に発症する。幼児期から学童初期に多い。
発症の機序は、GAS成分に対する抗体と抗原が結合した免疫複合体が糸球体に沈着するためとされる。
IgA血管炎
IgA血管炎（血管性紫斑病、ヘノッホ・シェーンライン紫斑病）は、紫斑、関節痛、腎症、などを起こす細小動脈から毛細血管の血管炎であり、ほとんどが10歳以下の小児である。
約半数で、上気道感染、特にGAS感染が先行するが、ウイルス、マイコプラズマ、など他の感染症も誘因となりうる。
IgA沈着を伴う免疫複合体による血管炎であるが、発症機序の詳細は不明である

### ストレプトリジンO
ストレプトリジンO（SLO） は、β溶血性連鎖球菌(溶連菌)のうち、A群（GAS）、C群、G群が産生する菌体外毒素の一つであり、溶血活性をもつ。
（ストレプトリジンOの「O」は「oxygen labile＝酸素に不安定」をさす。)
SLOは強い免疫原性をもち、SLOを産生する溶連菌（A群溶連菌の全ての株がSLOを産生するわけではない）に感染すると、SLOに対する中和抗体、すなわち、抗ストレプトリジンO抗体（ASO）が産生されることが多い。
なお、溶連菌が産生する溶血性の外毒素として、SLOのほかに、ストレプトリジンSがあるが、こちらは免疫原性が弱く、抗体が産生されにくい。
（ストレプトリジンSの「S」は「serum＝血清」であり、血清を含む培地で産生されるために名付けられた。）
ストレプトリジンSは酸素に安定であり、溶連菌を血液寒天培地で培養したときにコロニーの周囲の赤血球が溶解して透明になるのはストレプトリジンSの作用による。
「ストレプトリジン」、「Streptolysin（英語版）」も参照。

### 抗ストレプトリジンO抗体（ASO）
GAS感染症（急性咽頭炎、扁桃炎、猩紅熱）の70-80%程度でASOが上昇する。
ただし、GASの皮膚感染症の場合は上昇率が低く、これは皮膚に含まれるコレステロールがストレプトリジンOを中和するためとされている。
また、咽頭にGASが感染症を起こさずに定着していることがある（保菌）が、その場合はASOは上昇しない。
ASOはGAS感染後1週間で抗体価が上昇し始め、3-6週でピークに達し、2ヶ月後から下降しはじめ、2-3ヶ月で感染前の抗体価にもどるのが一般的とされる。
なお、まれにC群やG群の溶連菌の感染後にASOが上昇することがある。

#### ASOの検査法
1932年にToddらによってASOの測定法が開発された当時は
ストレプトリジンOによる溶血をASOにより阻止する方法で測定されていたが、煩雑であるため、
近年はストレプトリジンOとASOの抗原抗体反応を利用した検査（ラテックス凝集免疫測定法など）がよく使用されている。

### ASOが有用な病態
リウマチ熱はASOの検査のよい適応である。
リウマチ熱の診断には先行する化膿レンサ球菌（GAS）感染の証拠が必要であるが、感染の急性期（咽頭炎などの一次症）をすぎて続発症が発症する時期には迅速抗原検査や培養検査などの微生物学的検査によりGASを証明するのが難しく、
遅れて抗体価が上昇するASOが有用となる。
その他、GAS感染の続発症として発症することのある、急性糸球体腎炎、IgA血管炎（アナフィラクトイド紫斑病）などにおいてもASOの測定がおこなわれる。

### ASOの限界
ASOはリウマチ熱患者でも2割弱で陰性であり、ASO陰性でリウマチ熱を否定することはできない。
ASOはGASの現在の感染の診断には不向きであり、その目的には迅速抗原検査ないし培養検査が適切である。
急性感染においてASO検査を実施した場合、その時点では抗体値が基準値を超えて上昇しているとは限らないので、
確実な診断のためには、2-3週間以上あけて再測定して、有意の上昇（4倍以上）があることを確認するのが望ましいとされる。
なお、一般に、GAS感染の重篤度や経過、続発症の有無にはASO抗体価は関係ないとされる。

## 基準値
ASO抗体価は健常人でも過去の感染によりさまざまな程度の上昇を示すので、
集団の大部分（たとえば85 %）が含まれる範囲をカットオフ値として採用しているが、
どのパーセンタイルまでを含めるか、対象集団や年齢、検査時期（流行との関係）などにより、
大きく左右される。
基準値は文献により異なるが、例をあげると、
成人では 240 IU/mL以下、小児では 320 IU/mL以下が基準値であり、
成人で 250 IU/mL以上、小児で 500 IU/mL以上であれば、有意な上昇との記載がある。
しかし、ASOは測定試薬間の差も大きいので、結果値を検討する際は検査を実施した施設の基準値を参照されたい。

## 関連する検査
血清学的抗体検査
リウマチ熱でも20 %程度はASOが上昇しないため、偽陰性を減らす目的で他の血清学的検査を同時に実施することがある。
よく使用されるのは、化膿レンサ球菌（GAS）の産生するストレプトキナーゼに対する抗ストレプトキナーゼ抗体（ASK）であるが、ASKはASOより感度・特異度が低く、もっぱらASOを補う目的で検査される。
その他、GASの産生する菌体外成分に対する抗体として、抗デオキシリボヌクレアーゼB抗体、抗ヒアルロニダーゼ抗体、抗レンサ球菌多糖体抗体、などがあり、ASOを補う検査としては抗デオキシリボヌクレアーゼB抗体の評価が高い。
しかし、日本ではASK以外は保険収載されておらず、あまり実施されない。
微生物学的検査
GASの現在の感染の診断の目的には、迅速抗原検査（場合によっては培養検査）などの微生物学的検査が行われる。
（培養検査は時間がかかるが、迅速抗原検査の100倍程度感度がよいとされる。）
ただし、学童集団では 15-20 ％程度、GASを保菌していることがあるので、GASが検出されたとしても起炎菌とは限らないことに注意を要する。
なお、GAS保菌者ではASOは上昇しない。